# Beijing Renhe FC
Maillots
Le Beijing Renhe University Football Club (en chinois : 北京橙丰足球俱乐部), plus couramment abrégé en Beijing Renhe, était un club chinois de football fondé en 1995 et basé à Pékin, la capitale du pays

## Histoire

### Dates clefs du club
- 1995 : fondation du club sous le nom de Shanghai Pudong
- 1999 : le club est renommé Shanghai Pudong Whirlpool
- 2000 : le club est renommé Pudong Lianyang 8848
- 2001 : le club est renommé Shanghai Zhongyuan Huili
- 2003 : le club est renommé Shanghai International
- 2006 : le club est renommé Xi'an Chanba
- 2006 : le club est renommé Shaanxi Baorong Chanba
- 2008 : le club est renommé Shaanxi Zhongxin
- 2010 : le club est renommé Shaanxi Renhe Commercial Chanba
- 2012 : délocalisation à Guiyang et renommage en Guizhou Renhe
- 2016 : délocalisation à Pékin et renommage en Beijing Renhe
- 2021 : le club est renommé Beijing Chengfeng Football Club
- 2021 : dissolution du club le 29 mars

### Histoire du club
Le Shanghai Pudong est fondé le 3 février 1995 et a pour but de prendre part au récent système professionnel de football qui se développe en Chine. Le club débute au bas de l'échelle, en troisième division, et c'est à cette période qu'il prend le nom de Shanghai Pudong. Ils remportent dès leur première saison le championnat et accèdent à la seconde division. Cependant, le club stagne plusieurs années à ce niveau avant l'arrivée de Xu Genbao au début de la saison 2000. L'année suivante, le Shanghai Pudong est promu en première division. Sous l'égide du Shanghai Yungtay Engineering and COSCO Real Estate, le club se montre dépensier et s'offre des joueurs de renom tels l'international chinois Cheng Yaodong, Jiang Jin mais surtout Wu Chengying dont le transfert est un record à l'époque. La présence d'un tel effectif fait changer de dimension au club qui est désormais un concurrent sérieux au titre lors de la saison 2003 face au Shanghai Greenland Shenhua FC.
Néanmoins, les propriétaires ne parviennent pas à maintenir le niveau des dépenses et les résultats de l'équipe s'en ressentent sur le terrain. Comprenant qu'il ne peut lutter contre le rival du Shanghai Shenhua et du nouveau venu, le Shanghai Zobon, le club décide de s'implanter à Xi'an. Ils se renomment le Xi'an Chamba en 2006 et leur stade est désormais le Shaanxxi Province Stadium. L'année suivante voit la prise en charge d'un nouveau propriétaire, le Baorong Investment. Ce nouvel investisseur semble s'avérer efficace lors de la saison 2008 mais le club finit par chuter et se classe cinquième. La saison suivante est nettement plus délicate pour le club qui flirte avec la zone de relégation. 
Au début de la saison 2010, le Dai Yongge and the Renhe Commercial Holdings Company investit de façon conséquente dans le club. Ainsi, le club signe des joueurs vedettes comme Sun Jihai, Zhao Xuri, Qu Bo et Mao Jianqing mais cela ne suffit pas pour espérer décrocher un titre. Malgré la venue de l'entraîneur expérimenté et triple champion de Chine qu'est Milorad Kosanović, les résultats sont toujours aussi décevants. En 2012, le club est délocalisé à Guiyang et se voit renommé Guizhou Renhe. Grâce à l'amélioration des relations commerciales de Renhe Commercial Holdings Company avec Guiyang, le club décide d'y transférer l'équipe qui est désormais l'une des plus soutenues du pays. La saison 2012 est une réussite pour le Guizhou Renhe qui finit quatrième du championnat et parvient à se qualifier pour la première fois de son histoire en Ligue des champions de l'AFC.
L'année 2013 voit le club soulever son premier trophée majeur en remportant la Coupe de Chine aux dépens du Guangzhou Evergrande. Un an plus tard, le Guizhou Renhe remporte la Supercoupe de Chine. Ces succès n'empêchent pas l'équipe d'être relégué en League One en 2015 et de devoir attendre trois ans pour retrouver l'élite chinoise. En 2016, le club se délocalise à la capitale, Pékin, et se renomme Beijing Renhe.
Le club est relégué à l'issue de la saison 2019, terminant dernier du championnat avec seulement trois victoires pour quatorze points.

## Stades du club
- 1995-1999 : Chuansha Stadium
- 2000 : Yuanshen Sports Centre Stadium
- 2001-2005 : Stade de Shanghai
- 2006-2011 : Shaanxi Province Stadium
- 2012-2015 : Guiyang Olympic Sports Center
- 2016- : Beijing Fengtai Stadium

## Bilan sportif

### Palmarès
| Compétitions nationales | Compétitions internationales | |
| \| - Championnat de Chine : - Vice-champion : 2003. - Coupe de Chine (1) : - Vainqueur : 2013[2]. - Finaliste : 2012. - Supercoupe de Chine (1) : - Vainqueur : 2014[3]. \| \| - Championnat de Chine D2 (1) : - Champion : 2001. - Championnat de Chine D3 (1) : - Champion : 1995. \| | - Néant                      | |
| - Championnat de Chine : - Vice-champion : 2003. - Coupe de Chine (1) : - Vainqueur : 2013. - Finaliste : 2012. - Supercoupe de Chine (1) : - Vainqueur : 2014. |                              | - Championnat de Chine D2 (1) : - Champion : 2001. - Championnat de Chine D3 (1) : - Champion : 1995. |

| - Championnat de Chine : - Vice-champion : 2003. - Coupe de Chine (1) : - Vainqueur : 2013. - Finaliste : 2012. - Supercoupe de Chine (1) : - Vainqueur : 2014. |  | - Championnat de Chine D2 (1) : - Champion : 2001. - Championnat de Chine D3 (1) : - Champion : 1995. |

### Bilan saison par saison
| Saison | Division | Classement final | Points | Journée | Vic. | Nuls | Déf. | B.P. | B.C. | Diff. |
| ------ | -------- | ---------------- | ------ | ------- | ---- | ---- | ---- | ---- | ---- | ----- |
| 2019   | CSL      | 16e              | 14 pts | 30      | 3    | 5    | 22   | 26   | 65   | -39   |
| 2018   | CSL      | 8e               | 37 pts | 30      | 9    | 10   | 11   | 33   | 46   | -13   |
| 2017   | CLO      | 2e               | 62 pts | 30      | 18   | 8    | 4    | 48   | 21   | +27   |
| 2016   | CLO      | 4e               | 49 pts | 30      | 15   | 4    | 11   | 49   | 35   | +14   |
| 2015   | CSL      | 15e              | 29 pts | 30      | 7    | 8    | 15   | 39   | 52   | -13   |
| 2014   | CSL      | 6e               | 41 pts | 30      | 11   | 8    | 11   | 33   | 35   | -2    |
| 2013   | CSL      | 4e               | 44 pts | 30      | 11   | 11   | 8    | 40   | 41   | -1    |
| 2012   | CSL      | 4e               | 45 pts | 30      | 12   | 9    | 9    | 44   | 33   | +11   |
| 2011   | CSL      | 9e               | 38 pts | 30      | 10   | 8    | 12   | 34   | 41   | -7    |
| 2010   | CSL      | 10e              | 37 pts | 30      | 9    | 10   | 11   | 33   | 36   | -3    |
| 2009   | CSL      | 9e               | 37 pts | 30      | 9    | 10   | 11   | 26   | 24   | +2    |
| 2008   | CSL      | 5e               | 52 pts | 30      | 15   | 7    | 8    | 41   | 29   | +12   |
| 2007   | CSL      | 13e              | 26 pts | 28      | 4    | 14   | 10   | 24   | 29   | -5    |
| 2006   | CSL      | 9e               | 36 pts | 28      | 8    | 12   | 8    | 33   | 34   | -1    |

### Classements en championnat
La frise ci-dessous résume les classements successifs du club en championnat depuis la saison 1995.

## Personnalités du club

### Présidents du club
- Gong Lei

### Entraîneurs du club
| - Wang Houjun (1995 - 1996) - Zheng Yan (1996) - Marcelo (1997) - Sundli (1997) - Zheng Yan (1998) - Yin Lihua (1998 - 1999) - Bob Houghton (2000) - Xi Zhikang (2000) - Xu Genbao (1er novembre 2000 - 30 novembre 2001) - Claude Le Roy (1er juillet 2001 - 30 juin 2003) - Cheng Yaodong (1er mai 2003 - 27 août 2009) - Gong Lei - Zhu Guanghu (1er juillet 2009 - 30 juin 2010) | - Milorad Kosanović (1er mai 2010 - 31 décembre 2011) - Slobodan Santrač (19 juillet 2011 - 22 septembre 2011) - Gao Hongbo (1er janvier 2012 - 30 novembre 2012) - Gong Lei (17 décembre 2012 - 23 avril 2014) - Zhu Jiong (23 avril 2014 - 28 avril 2015) - Li Chunman (28 avril 2015 - 8 juillet 2015) - Gong Lei (8 juillet 2015 - 8 décembre 2015) - Wang Baoshan (8 décembre 2015 - 8 juin 2017) - Luis García Plaza (8 juin 2017 - 10 décembre 2018) - Aleksandar Stanojević (18 décembre 2018 - 9 juillet 2019) - Luis García Plaza (9 juillet 2019 - 12 novembre 2019) - Wang Bo (12 novembre 2019 - ) |